# Clovia brunnea
Clovia brunnea är en insektsart som beskrevs av Victor Lallemand 1920. Clovia brunnea ingår i släktet Clovia och familjen spottstritar. Inga underarter finns listade i Catalogue of Life.